# Фредді проти Джейсона
«Фредді проти Джейсона» (англ. Freddy vs. Jason) — американський фільм жахів режисера Ронні Йу, в якому зустрічаються персонажі культових фільмів «П'ятниця, 13-те» та «Кошмар на вулиці В'язів».

## Сюжет
Фредді Крюгер доведений до відчаю: він більше не може вбивати. Лише використовуючи незграбного серійного вбивцю Джейсона Вурхіза, Фредді вдається винищувати дітей з вулиці В'язів. Але коли Джейсон починає розуміти, що ним просто маніпулюють, плани Фредді готові розвалитися. Тепер справа за підлітками Віллом, Лорі і Кіей. Якимось чином їм треба змусити Джейсона раз і назавжди вбити Фредді Крюгера.

## У ролях
| Актор              | Роль                      |
| ------------------ | ------------------------- |
| Роберт Інглунд     | Фредді Крюгер             |
| Кен Кірзінгер      | Джейсон Вурхіз            |
| Моніка Кіна        | Лорі Кемпбелл             |
| Джейсон Ріттер     | Вілл Роллінз              |
| Келлі Роуленд      | Kia Вотерсон              |
| Кріс Маркетт       | Чарлі Ліндерман           |
| Брендан Флетчер    | Марк Девіс                |
| Кетрін Ізабель     | Гібб                      |
| Локлін Манро       | заступник Скотт Стаббс    |
| Кайл Лабайн        | Білл Фрібург              |
| Том Батлер         | доктор Кемпбелл           |
| Девід Копп         | Блейк                     |
| Паула Шоу          | місіс Памела Вурхіс       |
| Джессі Хатч        | Трей                      |
| Зак Ворд           | Боббі Девіс               |
| Гарі Чок           | шериф Вільямс             |
| Брент Чепман       | батько Блейка             |
| Спенсер Стамп      | молодий Джейсон Вурхіс    |
| Джоелль Антоніссен | маленька дівчинка         |
| Алістер Ебелл      | офіцер Гудман             |
| Роберт Шей         | директор Шей              |
| Кріс Готье         | Shack                     |
| Колбі Йоханнсон    | Teammate                  |
| Кімберлі Ворнат    | Beer Line Girl            |
| Кевін Хансен       | Beer Line Guy             |
| Алекс Грін         | Frisell, (Glowing Raver)  |
| Одесса Манро       | Heather                   |
| Джемі Майо         | мертва дівчинка на дереві |
| Блейк Моусон       | мертвий хлопчик на дереві |
| Вів Лікок          | Кінсі Парк, (санітар)     |
| Тоні Віллетт       | робітник психлікарні      |
| Клер Райлі         | тележурналіст             |
| Шерон Пітерс       | мати Лорі                 |
| Сара-Енн Хефер     | Skipping Girl             |
| Кірсті Форбс       | Skipping Girl             |
| Терін Маккаллок    | Skipping Girl             |
| Ейлін Педде        | шкільна медсестра         |
| Шон Тайлер Фолі    | чоловік радник            |
| Жаклін Стюарт      | жінка радник              |
| Лаура Боддінгтон   | жінка радник              |
| Колтон Шок         | жорстока дитина           |
| Спенсер Додук      | жорстока дитина           |
| Аніша Бертхот      | жорстока дитина           |
| Оскар Гутіеррез    | стрибун                   |
| Еванджелін Ліллі   | школярка поряд з шухлядою |

## Цікаві факти
- Кейн Ходдер хотів зіграти Джейсона, як це він робив у попередніх чотирьох серіях, але його кандидатуру відхилили.
- Ронні Йу не хотів братися за роботу, так як в сценарії не вказувалося, хто вийшов переможцем. Він погодився тільки тоді, коли Роберт Шей запропонував йому самому вибрати маніяка, що залишився в живих.
- Перша спроба студії «New Line Cinema» зробити цей фільм була зроблена ще в 1987 році.
- Герой Блейка названий на честь творця сайту про серіал «П'ятниця, 13» Блейка Вошера.
- Це перший фільм про Фредді, знятий не в Сполучених Штатах. Так що творцям довелося шукати будинок, схожий на будинок Фредді з перших семи серій.
- Під час зйомок картини Кірзінгер постійно відвідував дантиста, так як у нього були проблеми із зубами. Але на зняття гриму йшло дуже багато часу. Так що одного разу актор приїхав в клініку в гримі Джейсона, але без маски.
- За словами Кірзінгер, найскладніша сцена фільму, коли Джейсон тоне в озері — сцена знімалася в спеціальному басейні. Вода в ньому була дуже хлорована, щоб більше була схожа на воду в озері. Ронні Йу хотів зняти Джейсона великим планом, потопаючим з відкритими очима. Потрапивша в очі хлорка викликала роздратування і різкий біль. При цьому актор йшов на дно, затримавши дихання.
- У цьому фільмі кров Фредді і Джейсона червона і у сні і в реальності. У всіх попередніх фільмах кров Фредді була зеленого кольору, а кров Джейсона — чорного.
- Бетсі Палмер, постійна виконавиця ролі Памели Вурхіс в серіалі, відмовилася від зйомок у фільмі через низьку зарплату.
- Під час тестових показів глядачам не показували кінцівку картини. Замість неї на екрані з'являвся напис «15 серпня 2003 подивіться останні 60 секунд, і дізнайтеся, хто вижив … і що від нього залишилося». Це пряме відсилання до слогану оригінальної «Техаської різанини бензопилою»: «Хто виживе, і що від нього залишиться?»
- Робу Зомбі пропонували зайняти режисерське крісло, проте він відмовився, оскільки був зайнятий зйомками картини «Будинок 1000 трупів».